# Gerry Austgarden
Gerry Austgarden é um jogador de Curling em cadeira de rodas natural do Canadá.

## Palmarés
Além da medalha de ouro em Torino nos jogos paralímpicos da modalidade atingiu:
- 6º Lugar - Campeonato Mundial de Curling em Cadeira de Rodas - 2005
- 4º Lugar - Campeonato Mundial de Curling em Cadeira de Rodas - 2007
- 4º Lugar - Campeonato Mundial de Curling em Cadeira de Rodas - 2008